# Sinularia fishelsoni
Sinularia fishelsoni is een zachte koraalsoort uit de familie Alcyoniidae. De koraalsoort komt uit het geslacht Sinularia. Sinularia fishelsoni werd in 1970 voor het eerst wetenschappelijk beschreven door Verseveldt. 